# Pleurobema altum
Pleurobema altum är en musselart som först beskrevs av Conrad 1854.  Pleurobema altum ingår i släktet Pleurobema och familjen målarmusslor. IUCN kategoriserar arten globalt som utdöd. Inga underarter finns listade i Catalogue of Life.